# Drahlín
Drahlín (německy Drachlin) je obec v okrese Příbram ve Středočeském kraji, asi 6 km severně od Příbrami. Žije zde 572 obyvatel.

## Název
Název vesnice je odvozen z osobního jména Drahla. V historických pramenech se objevuje ve tvaru Drahlin (1324, 1394 a 1413).

## Historie
První písemná zmínka o Drahlínu pochází z roku 1324, kdy na zdejší tvrzi sídlil Heřman z Drahlína a Litně, předek pánů z Valdeka. Tvrz ve vsi pravděpodobně stála už od začátku 14. století. V roce 1413 statek koupili Dobeš z Tmaně a Zdeněk z Podmokel. Od roku 1553 se Drahlín připomíná již jako součást panství hlubošského, takže patřil před třicetiletou válkou Vtelenským z Vtelna a v roce 1623 Bechyňům z Lažan, dále pak Ottingen-Wallersteinům. V 18. století ho vlastnili opět Bechyňové z Lažan, poté Hochbergové z Hennersdorfu, jejichž poslední potomek dal panství do loterie, z které je vykoupil kníže Schonberg-Waldenburg v roce 1816. V roce 1835 se stává panství majetkem hraběte Ludvíka de Pourtales.

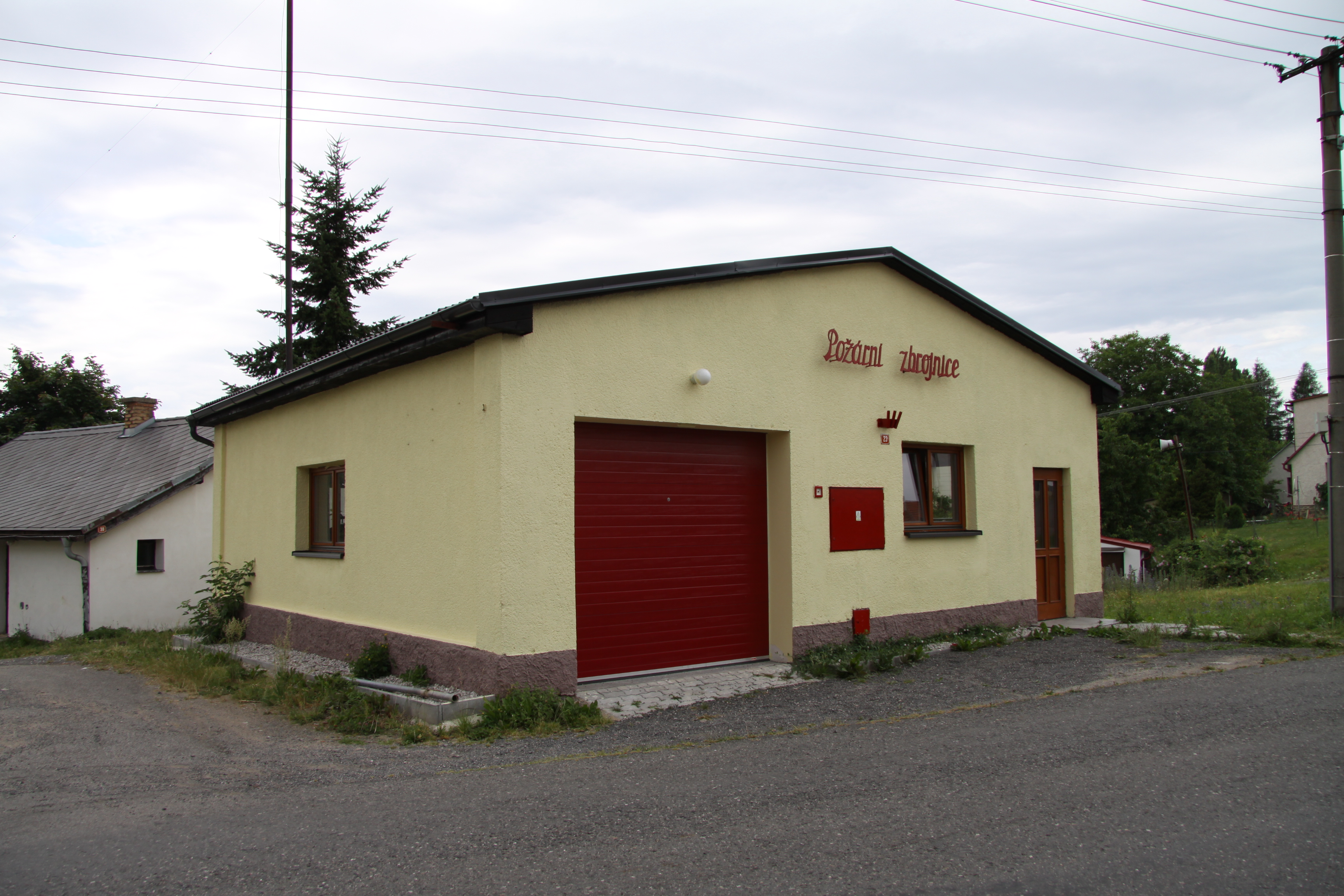
Požární zbrojnice

Karel Vtelenský ze Vtelna byl potrestán za účast na stavovské povstání propadnutím poloviny svého majetku. V polích v okolí vesnice se nacházejí staré haldy, které svědčí o povrchovém dobývání železných rud, snad i zlata. Zdejší občan Matěj Beneš se s několika společníky pokusil ještě roku 1856 dobývat zlato, narazil však na mohutný pramen vody, a tím dolování skončilo.
Po třicetileté válce v roce 1650 měla vesnice šest sedláků a osm chalupníků. V historii 18. století a poloviny 19. století stojí za zmínku zavedení popisných čísel v roce 1780 či prvně zvolená samospráva v Hluboši roku 1850. Velkou událostí bylo zřízení školy v domě Jana Beneše v roce 1870, takže děti již nemusely chodit do několik kilometrů vzdálené Hluboše. O čtyři roky později však postihlo obec neštěstí v podobě šíleného pasáka Václava Macegicky, který se chtěl pomstít hospodáři Matěji Kohoutovi a založil v obci požár, který zničil osm usedlostí. Obec se však z neštěstí brzo vzpamatovala a o tři roky později otevřela vlastní školu. V roce 1879 se Drahlín a Sádek oddělili od Hluboše a jejich starostou se stal František Havránek.
Počátkem 20. století se obec rozdělila a rozvíjela až do první světové války. Těsně před válkou žilo v Drahlíně 849 osob v padesáti domech. Ve válce padlo 27 mužů a několik dalších obyvatel podlehlo španělské chřipce. I v Drahlíně došlo k úbytku obyvatelstva mezi válkami, protože obyvatelé se stěhovali do měst, především však do Prahy.
Německá okupace znamenala jako pro ostatní české obyvatelstvo nejen strádání ekonomické, ale i přímé ohrožení života. V roce 1942 byla řada zdejších občanů totálně nasazena v Německu, kde byli vystaveni nebezpečí spojeneckých náletů na německá města a továrny. I v Drahlíně se projevila zvýšená tvrdost nacistů ve druhé polovině válečného období, kdy zvláště přísně stíhali nejen jakékoliv podezření z odbojové činnosti, ale i zatajování zásob masa a obilí. Sedlák V. Kuba byl při razii 30. ledna 1943 zatčen za ukrývání dvou metráků obilí a odsouzen na dva a půl roku vězení, ze kterého se šťastnou náhodou vrátil po pobytu v několika nacistických věznicích. Totéž štěstí neměl 36letý Emanuel Brynda, který byl v srpnu 1943 zatčen gestapem a zemřel v koncentračním táboře Buchenwald koncem války při náletu.
Po druhé světové válce obyvatelstva opět ubylo, protože řada lidí odešla do vysídlených oblastí v pohraničí či do prudce se rozvíjejících průmyslových center v Příbrami, Kladně či Praze, takže v roce 1952 měla obec již jen 488 obyvatel.

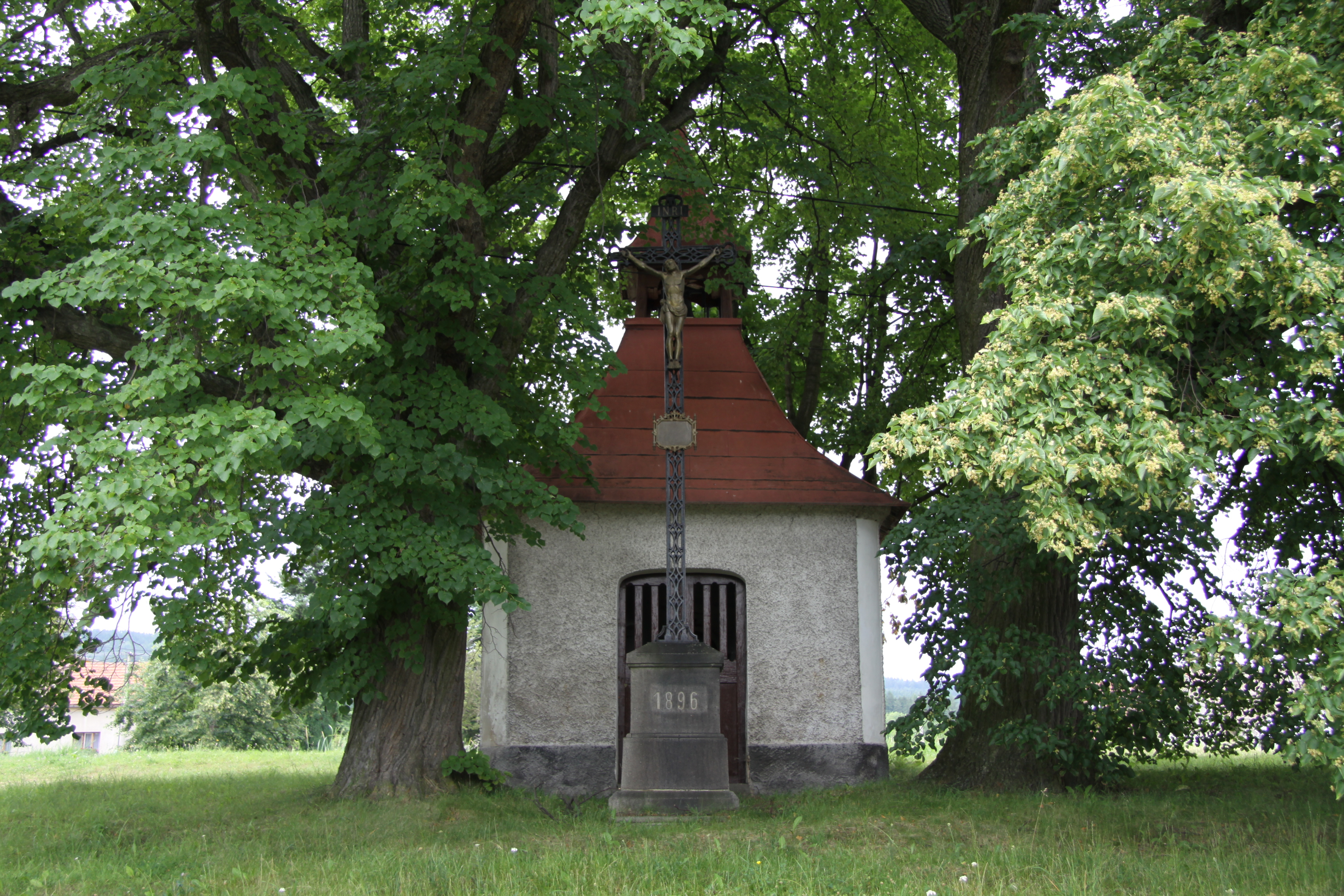
Kaple v obci

## Obecní správa

### Části obce
- Drahlín (k. ú. Drahlín a Drahlín v Brdech)

Součástí obce jsou také základní sídelní jednotky Drahlín v Brdech a Malý Drahlín.
Sousedními obcemi sídla jsou Obecnice, Sádek a Lhota u Příbramě.
V souvislosti se zánikem vojenského újezdu Brdy bylo k 1. lednu 2016 k obci připojeno katastrální území Drahlín v Brdech, které vzniklo k 10. únoru 2014. Toto území má rozlohu 2,25 km² a nebyly v něm evidovány žádné budovy ani obyvatelé.

### Územněsprávní začlenění
Dějiny územněsprávního začleňování zahrnují období od roku 1850 do současnosti. V chronologickém přehledu je uvedena územně administrativní příslušnost obce v roce, kdy ke změně došlo:
- 1850 země česká, kraj Praha, politický i soudní okres Příbram[9]
- 1855 země česká, kraj Praha, soudní okres Příbram
- 1868 země česká, politický i soudní okres Příbram
- 1939 země česká, Oberlandrat Tábor, politický i soudní okres Příbram[10]
- 1942 země česká, Oberlandrat Praha, politický i soudní okres Příbram[11]
- 1945 země česká, správní i soudní okres Příbram[12]
- 1949 Pražský kraj, okres Příbram[13]
- 1960 Středočeský kraj, okres Příbram
- 2003 Středočeský kraj, okres Příbram, obec s rozšířenou působností Příbram

## Společnost

### Rok 1932
V obci Drahlín (734 obyvatel) byly v roce 1932 evidovány tyto živnosti a obchody: družstvo pro rozvod elektrické energie v Drahlíně, 4 hostince, krejčí, 2 obuvníci, obchod s lahvovým pivem, 2 řezníci, 3 obchody se smíšeným zbožím, spořitelní a záložní spolek pro Drahlín, 2 švadleny, 2 trafiky, truhlář, obchod s uhlím.

## Přírodní poměry
Na západním a východním okraji vesnice leží vzájemně oddělené části přírodní památky Louky u Drahlína vyhlášené zejména k ochraně motýlů modráska očkovaného a modráska bahenního. Severně od Malého Drahlína se nachází přírodní památka Licitanta s ekosystémy mechových slatinišť, vlhkých pcháčových luk a střídavě vlhkých bezkolencových luk.

## Doprava

### Dopravní síť
Do obce vedou silnice III. třídy. Železniční trať ani stanice či zastávka na území obce nejsou.

### Autobusová doprava 2024
Autobusovou dopravu v obci Drahlín zajišťuje společnost Arriva Střední Čechy. Obec je součástí Pražské integrované dopravy (PID). V obci se nacházejí zastávky Drahlín, Drahlín,Malý Drahlín a Drahlín,ObÚ. Obcí procházejí dvě autobusové linky: 504 a 512. Linka 504 spojuje Příbram se Lhotou u Příbramě, Obecnicí, Drahlínem, Sádkem, Bratkovicemi a Hlubošem. Linka 512 spojuje Příbram s Podlesím, Osečí, Obecnicí, Drahlínem a Sádkem.

## Služby
Obec má vlastní mateřskou školu, knihovnu, je zde klub TJ Sokol, pod který spadají oddíly fotbalového mužstva mužů, žáků a oddíl hráčů stolního tenisu. V obci je travnaté fotbalové hřiště, asfaltový a antukový tenisový kurt a krytá tělocvična.
Nad obcí se tyčí na kótě 709 m (Sádka), v nadmořské výšce 695 m, radioreléová stanice s názvem Malý Drahlín, která je v současnosti využívána hlavně jako vysílač pro radiové stanice a je významnou dominantou Brdského hřebenu nad obcí.

## Pamětihodnosti
V jihozápadní části vesnice se dochovalo tvrziště po drahlínské tvrzi ze 13. až 15. století.